# 파스타 샐러드
파스타 샐러드(pasta salad)는 한 종류 이상의 파스타와 식초나 기름, 마요네즈 등을 사용한 드레싱으로 조리한 샐러드를 말한다. 주로 전채로 먹는다. 파스타 샐러드는 종종 봄이나 여름에 많이 먹는 것으로 알려져 있지만 최근의 연쇄점에서는 사시사철 파스타와 함께 요리한 야채 샐러드 따위가 제공된다.

## 재료
재료는 지역과 국가에 따라서, 식당에 따라서도 아주 다르며 기호에 따라서도 그 질감이나 색상, 준비 과정 등이 달라진다. 찬 마카로니를 마요네즈와 섞어 먹는 아주 간단한 식이 될 수도 있으나 다양한 고기와 야채를 서로 조리하여 여러 파스타를 따로 조리해 버무려 먹을 정도로 기술이 요할 수도 있다. 보통 치즈, 견과, 허브, 향신료 등이 포함된다. 야채로는 브로콜리, 당근, 오이, 올리브, 양파, 완두콩을 사용된다. 북아메리카 일대의 샐러드 바에서는 이런 식으로 다양하게 조합을 이룬 샐러드의 종류가 다양하다.

## 상업적 이용
오스트레일리아 요리에서 파스타 샐러드는 1990년대 상업적으로 수퍼마켓이 널리 상용화되면서 각 가정마다 큰 인기를 끌게 되었다. 조리한 파스타를 각각 요리하여 펜네나 다른 파스타를 마요네즈와 당근 등으로 요리하는 것으로 샐러리 등도 사용한다. 미국식 마카로니 샐러드와 흡사하다.

## 사진

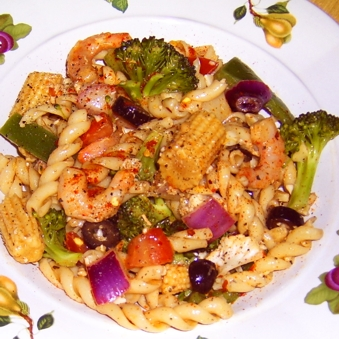
새우, 닭고기와 양념을 넣고 조리한 파스타 샐러드
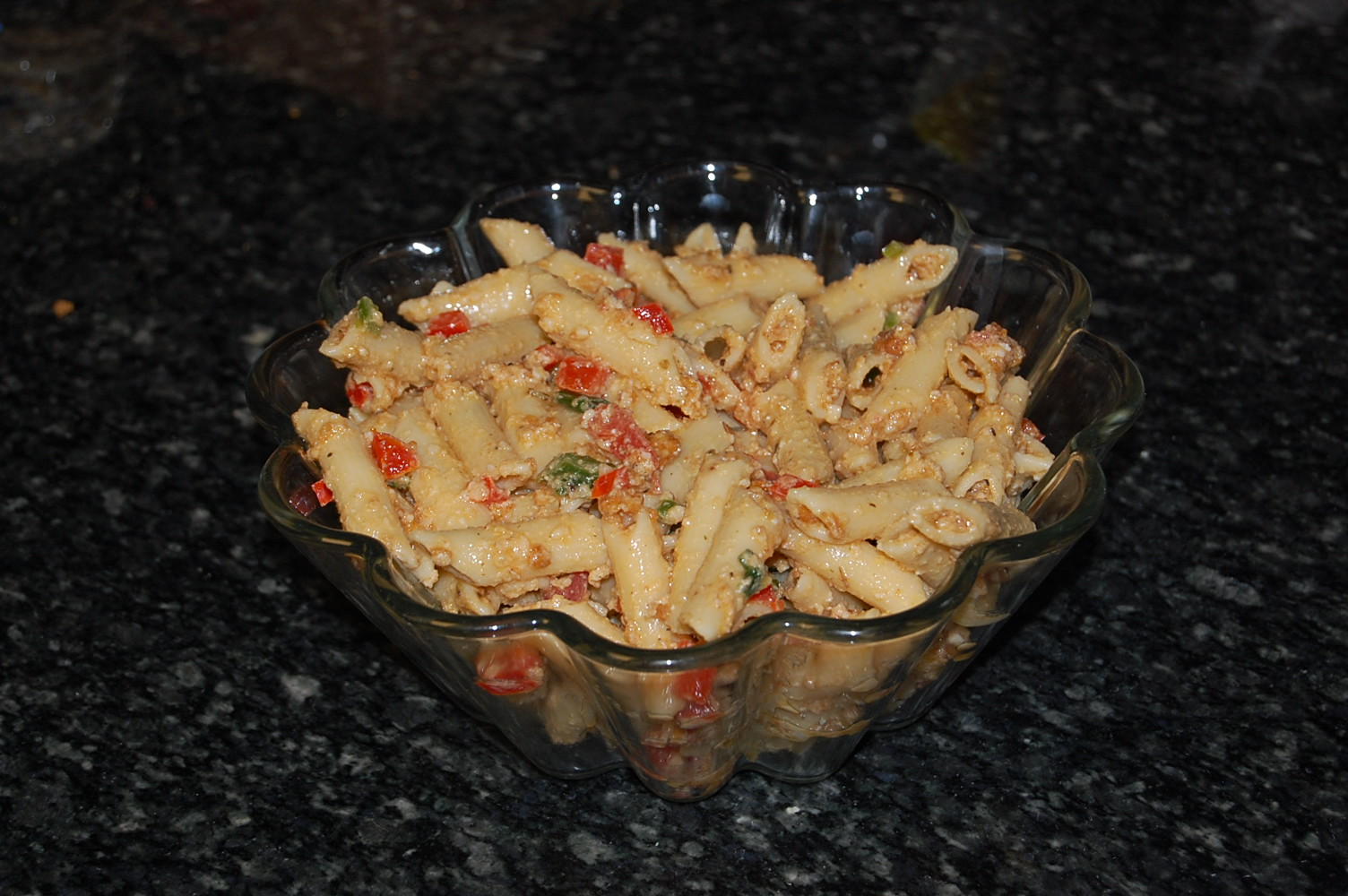
펜네 파스타 샐러드
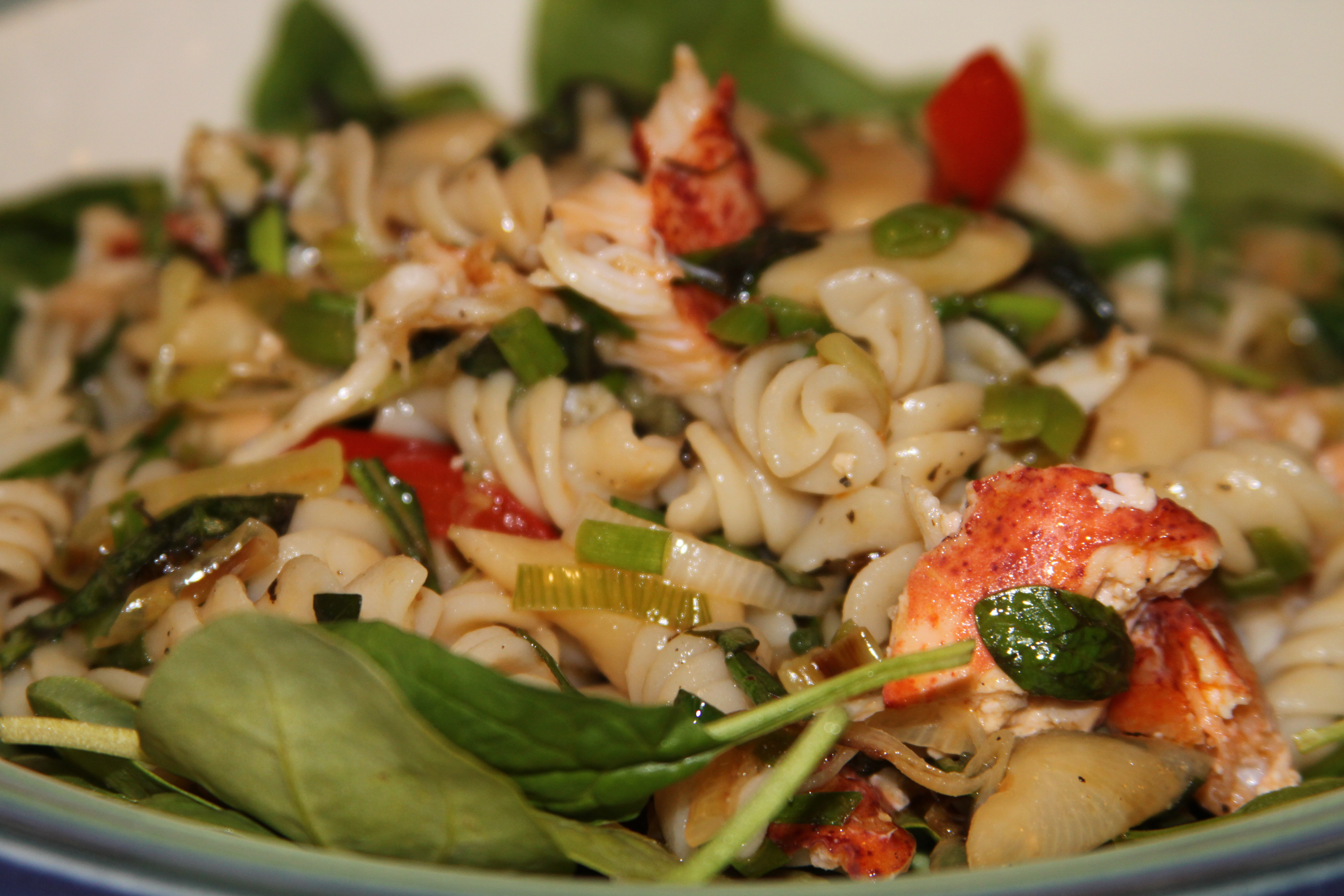
바닷가재 샐러드
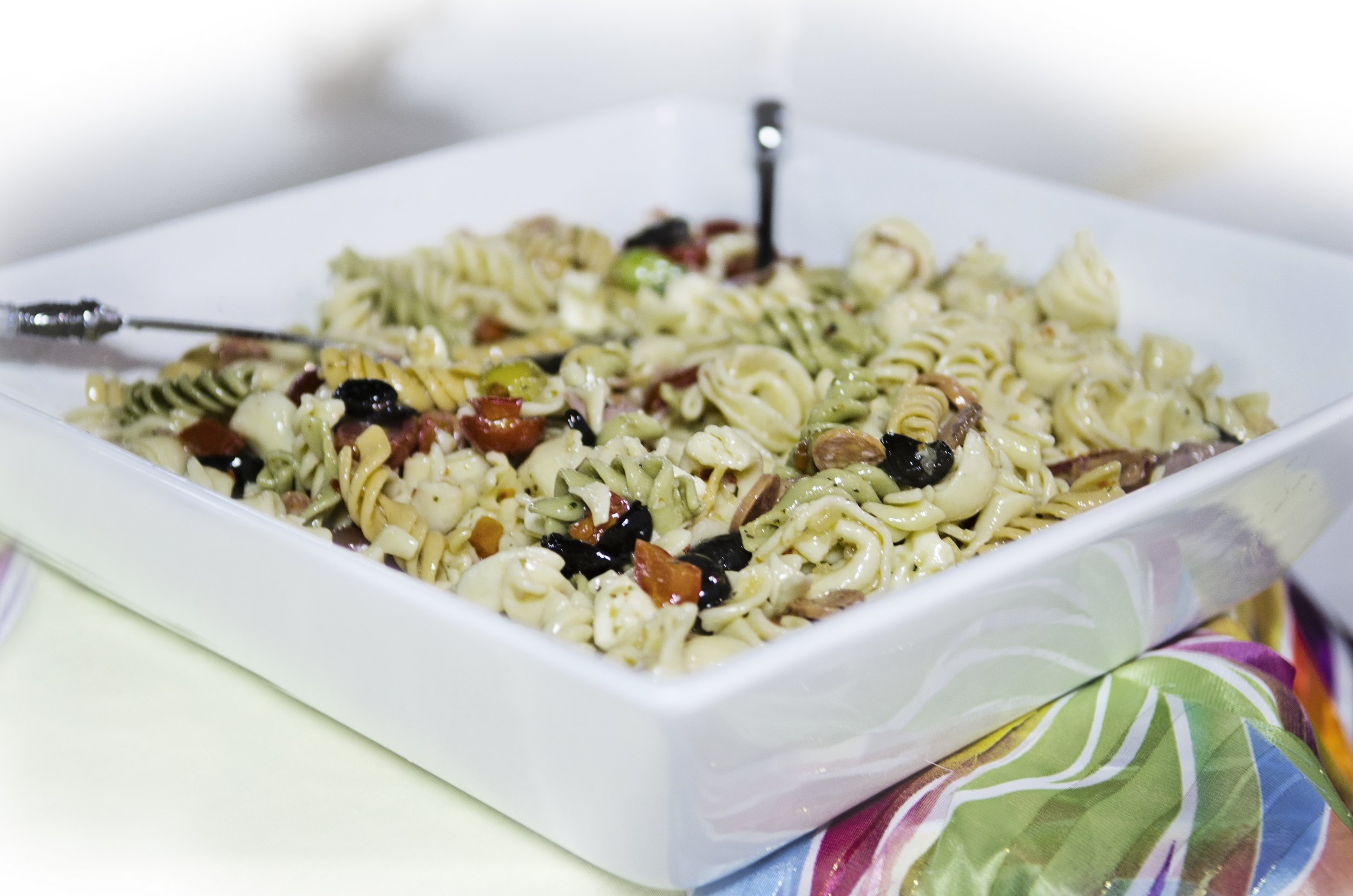
푸실리 파스타 샐러드
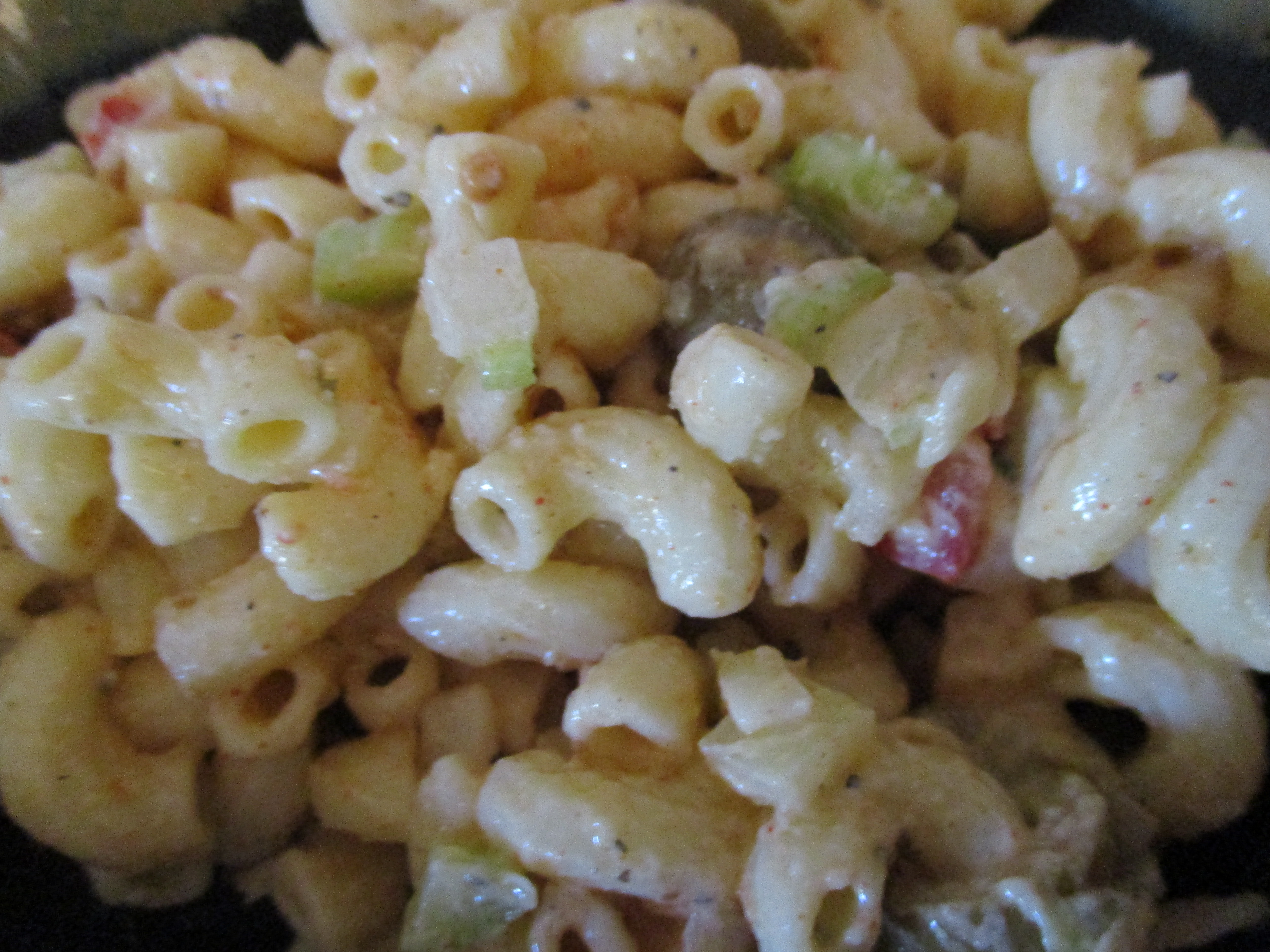
마카로니 샐러드

## 같이 보기
- 샐러드 목록
- 푸실리